# GNU Affero General Public License
La Llicència Pública General GNU Affero, abreviada com a Affero GPL i AGPL (de l'anglès GNU Affero General Public License), és una llicència copyleft derivada de la GNU General Public License. Va ser dissenyada per tancar la percepció de "buit legal" de la llicència ordinària GPL que no preveu l'ús distribuït de programari. Afegeix a la llicència  GPL una clàusula nova amb l'obligació de distribuir el codi del programari si aquest s'executa per oferir serveis a través d'una xarxa com en el cas de les aplicacions web.
La Free Software Foundation recomana la AGPLv3 GNU per a qualsevol programari que s'executi en xarxa.

## Història
L'any 2000, mentre desenvolupava un nou model de negoci basat en les  noves tecnologies de la informació i la comunicació, Henry Poole es va reunir amb Richard Stallman a Amsterdam on van discutir sobre la fugida dels  proveïdors de serveis d'aplicacions a la llicència GPLv2. Després de la trobada, durant els següents mesos, Stallman i Poole continuaren a la recerca d'una solució. El 2001, Poole va fundar l'Affero, Inc. (una empresa de serveis web) que necessitava una llicència que permetés la distribució per altres organitzacions que utilitzaven el codi d'Affero per a crear serveis web derivats. En aquest moment, Poole va contactar amb Bradley M. Kuhn i Eben Moglen de la Free Software Foundation per demanar-los consell sobre una nova llicència que resolgués el problema de la GPLv2.
A finals de febrer de 2002, Kuhn suggereix afegir una secció a la llicència GPLv2 que emparés els treballs derivats per mantenir la funció de "descàrrega de codi" que proporcionés el codi font complet.
Moglen i Kuhn van escriure el text de la nova secció proposada, la 2 (d), que van entregar a Poole, qui va sol·licitar i va rebre el permís de la FSF per a publicar un derivat de la GPLv2 per a aquest propòsit. El març de 2002, Affero, Inc. va publicar la Llicència Pública General Affero original (AGPLv1) per al seu ús amb el projecte Affero. Va fer pública la nova llicència per al seu ús per altres desenvolupadors de programari com a servei (SaaS).
La FSF va preveure incloure la disposició especial de l'AGPLv1 en la GPLv3 però en última instància va decidir publicar una llicència independent, gairebé idèntica a la GPLv3, però que conté una disposició de propòsit i efecte similar a la secció 2(d) de AGPLv1. La nova llicència es va denominar GNU Affero General Public License. El manteniment del nom Affero indica l'estreta relació històrica amb AGPLv1. La GNU AGPL va sortir com a versió 3 per mantenir la paritat amb la GPL. La versió actual de la Llicència Pública General Affero de GNU és sovint abreviada com a  AGPLv3 .
La versió final de GNU AGPLv3 va ser publicada per la FSF el 19 de novembre del 2007.
Stet va ser el primer programari conegut alliberat amb la llicència AGPLv3 (el 21 de novembre de 2007), i és l'únic programa utilitzat principalment per la producció de la seva pròpia llicència.
L'Open Source Initiative (OSI) va aprovar la GNU AGPLv3 com a llicència lliure el març del 2008.
Al novembre de 2008 s'inclou la Llicència AGPLv3 en Debian.

## Compatibilitat amb la GPL
Les dues versions de la AGPL, tanmateix com les corresponents versions de la GNU GPL en què es basen, són llicències copyleft fort. Segons el parer de la FSF, els requeriments addicionals de la secció 2(d) de AGPLv1 la van fer incompatible amb la gairebé idèntica GPLv2. És a dir, no es pot distribuir cap obra formada per la combinació de diversos components coberts de forma individual per aquestes llicències.
Per contra, la GPLv3 i AGPLv3 inclouen una clàusula (a la secció 13 de cada llicència) que juntes aconsegueixen compatibilitat mútua entre de les dues llicències. Aquestes clàusules permeten explícitament la convivència de les dues llicències i el programa que sorgeix com a combinació manté les restriccions d'ús i distribució sobre xarxes especificats en la AGPLv3.
Per facilitar l'actualització de l'AGPLv1 original d'Affero a la GNU AGPLv3, Affero, Inc. va publicar l'Affero General Public License v2, una llicència de transició que permet als usuaris de programari llicenciat amb l'AGPLv1 o qualsevol versió posterior publicada per Affero, Inc. per a distribuir el programari, o treballs derivats, sota la GNU AGPLv3.

## Exemples d'aplicacions web sota GNU AGPL
Alguns dels exemples més coneguts de programari amb llicència AGPLv3:
- L'escriptori en línia eyeOS
- El servei de xarxa social distribuïda Diaspora
- L'aplicació de còpies de seguretat Bacula
- El gestor de base de dades MongoDB